# Almas en pena, chapolas negras
Almas en pena, chapolas negras  es una biografía de Fernando Vallejo sobre el poeta colombiano José Asunción Silva publicada en 1995 por Santillana en Bogotá, cuya primera edición tuvo el título de Chapolas negras. Ha salido en diferentes sellos de este grupo editorial, como Alfaguara o Punto de Lectura.

## La biografía en primera persona
Años atrás, Vallejo había publicado una biografía sobre el poeta Porfirio Barba-Jacob: El mensajero (1991). Con un estilo similar al de esa, la de Silva escrita de manera poco convencional y es también un relato lleno de pasión, furor detectivesco y pesquisa minuciosa de documentos y objetos relacionados con la vida del poeta. Fue un trabajo que le demandó a Vallejo contacto con parientes de Silva, quienes le facilitaron, entre otras cosas, su diario de contabilidad. 
A diferencia de El mensajero, se trata de un texto mucho más cáustico, al estilo de muchas de sus novelas, en el que es también evidente la habilidad investigativa y crítica de Vallejo. 

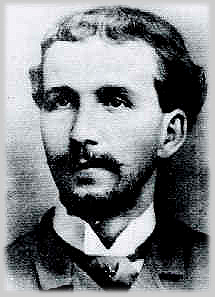
José Asunción Silva en 1885

## Contenido
El libro comienza con la muerte de Silva:

Colombia no tiene perdón ni tiene redención. Esto es un desastre sin remedio. El 24 de mayo de 1896, a las cuatro o cinco o seis de la madrugada (pero la hora exacta sí no la sabe ni mi Dios), José Asunción Silva el poeta, nuestro poeta, el más grande, se quitó la vida de un tiro en el corazón. Se lo pegó con un revólver Smith & Wesson, dicen que viejo. Dicen, dicen, dicen, ¡tantas cosas dicen! Y que los primeros amigos en llegar a la casa, enterados de la noticia, se encontraron a doña Vicenta, la mamá, desayunando tranquilamente en el comedor, y que les dijo: "Vean ustedes la situación en que nos ha dejado ese zoquete".

## Texto de la contraportada
En la madrugada del 24 de mayo de 1896, a los treinta años, con un revólver Smith & Wesson, José Asunción Silva se quitó la vida de un tiro en el corazón. Le dejaba a Colombia diez de los poemas más hermosos de la lengua castellana, y a sus acreedores $210.000 de deudas. Un siglo después de esa muerte, que continuó pesando sobre la conciencia de Colombia como si hubiera sido el país el que lo mató, Fernando Vallejo inicia su pesquisa detectivesca por archivos notariales y hemerotecas, y basándose en un verdadero maremágnum de documentos y periódicos viejos, más 20 cartas desconocidas y un Diario de contabilidad que la familia de Silva le facilitó, va armando el rompecabezas del infortunio y los descalabros comerciales del poeta. Almas en pena, chapolas negras es un viaje fantasmagórico y alucinado por la Bogotá de fines de siglo XIX y una biografía insólita que renueva el género. --Edición de 2002.